# Ринаковиці
Ринаковиці (пол. Rynakowice) — село в Польщі, у гміні Журавіна Вроцлавського повіту Нижньосілезького воєводства.
Населення — 48 осіб (2011).
У 1975-1998 роках село належало до Вроцлавського воєводства.

## Демографія
Демографічна структура станом на 31 березня 2011 року:
|          | Загалом | Допрацездатний вік | Працездатний вік | Постпрацездатний вік |
| -------- | ------- | ------------------ | ---------------- | -------------------- |
| Чоловіки | 20      | 9                  | 10               | 1                    |
| Жінки    | 28      | 8                  | 14               | 6                    |
| Разом    | 48      | 17                 | 24               | 7                    |